# TMSホールディングス
株式会社TMSホールディングスは、2021年7月に設立されたTMSグループ会社の持株会社。
婚活総合カンパニーとして婚活イベント事業、直営結婚相談所事業、連盟事業、ブライダル事業を柱に、「人と人」「人と事業」をつなぐ仕組みを生み出し、高付加価値サービスと品質向上ノウハウをそれぞれの事業で循環させることで、グループ全体の価値を高め、次世代のスタンダードとなるサービス創成に取り組んでいる。

## 事業内容（主なサービス）
- 結婚相談事業（結婚相談所フィオーレ/結婚相談所TMSパートナー/茜会（西日本）/fufuCLUB/）
- 婚活イベント事業（フィオーレパーティー/スマイルステージ/fufu PARTY/TMSiイベントポータル/Meeting Terrace）
- 連盟事業（全国結婚相談事業者連盟（TMS）/良縁ネット（Rnet） ）
- プラットフォーム事業（スクラム（SCRUM））
- ブライダル事業（BRIFE/ラ・アーペ）
- 関連団体 一般社団法人 仲人協会連合会

## 沿革
- 2005年7月 - 𠮷末育宏が株式会社トータルマリアージュサポートを設立、フィオーレ心斎橋店を開業、株式会社TMS（全国結婚相談事業者連盟）に加盟
- 2007年7月 - フィオーレ神戸店を開設
- 2008年7月  - 婚活イベント事業「FIORE PARTY（フィオーレパーティー）」を開始
- 2010年11月- フィオーレ京都店を開設
- 2011年8月 - 株式会社TMS（全国結婚相談事業者連盟）をグループ会社化
- 2012年3月 - ブライダル事業「BRIFE（ブライフ）」を開始
- 2012年7月 - フィオーレ岡山店を開設
- 2013年5月 - フィオーレ福岡店を開設
- 2013年8月 - フィオーレ梅田店を開設
- 2014年10月 - ブライダルジュエリー「la ape（ラ アーペ）」を開始
- 2015年5月 - フィオーレ滋賀店を開設
- 2016年10月 - 保険代理店事業を開始
- 2017年2月 - 全国結婚相談事業者連盟が東日本事務局を開設
- 2018年3月 - 株式会社日本成婚ネット（JMN）をグループ会社化
- 2018年11月 - 株式会社fufuをグループ会社として設立、結婚相談事業fufu CLUBを大阪・京都で営業開始
- 2019年10月 - 全国で婚活イベントを開催するスマイルステージをグループ会社化
- 2020年3月 - 日本健康管理株式会社より、シニア・中高年向け結婚相談所「茜会」の西日本事務局を事業継承
- 2020年9月  - 𠮷末育宏が一般社団法人日本結婚相手紹介サービス協議会（JMIC）の副理事長に就任
- 2021年2月 - フィオーレ福岡店をアクロス福岡に移転
- 2021年2月 - 株式会社スクラムをグループ会社として設立
- 2021年5月 - 「スクラム」が全国の結婚相談所を繋ぐデータ連携サービスを開始
- 2021年7月 - グループ会社の共同株式移転による持株会社「株式会社ＴＭＳホールディングス」を設立
- 2021年9月 - グループ会社である「株式会社エヌリンク」が「株式会社ＴＭＳ」に社名を改称
- 2021年9月 - AIを活用した「AIマッチング紹介」を開始
- 2021年11月 - フィオーレ名古屋店を開設
- 2022年4月 - 結婚相談所事業「TMSパートナー」を開始
- 2022年9月 - フィオーレ新宿店、東京店、大阪駅前第3ビル店、JR京都駅前店、札幌店、仙台店、高松店、大分店の8店舗を同時開設(9月1日より)

- 2022年9月 - フィオーレ梅田店をフィオーレ梅田桜橋店に、フィオーレ京都店をフィオーレ京都四条烏丸店に名称変更
- 2023年3月 - 株式会社ダイナミックス（良縁ネット）をグループ会社化
- 2023年5月 - フィオーレ千葉店を開設

## メディア掲載事例
・2024年1月 - フジテレビ系ドラマ「婚活1000本ノック」の第2話　でペアシート婚活会場として新宿個室会場が撮影協力致しました。